# Franz Schütz (Organist)
Franz Schütz (* 15. April 1892 in Wien; † 19. Mai 1962 ebenda) war ein österreichischer Organist, Hochschullehrer und -direktor.

## Karriere
Schütz leistete in den Jahren 1912 und 1913 zunächst seinen Militärdienst, anschließend studierte er an der Musikakademie der Gesellschaft der Musikfreunde in Wien, wo er ab 1913 – mit der kriegsbedingten Unterbrechung 1914–1916 – bis zum Kriegsende die Fächer Klavier, Musiktheorie und Orgel belegte. Zu seinen Professoren gehörten der Musiktheoretiker Richard Stöhr, Rudolf Dittrich und Joseph Marx. Von 1918 an bis zu Dittrichs Tod 1919 war Schütz dessen Praktikant. Ab 1920 lehrte er an der Kirchenmusikschule, und zwar ab 1929 als außerordentlicher Professor. Vorübergehend besuchte Schütz nach 1918 auch Vorlesungen von Guido Adler und Wilhelm Fischer an der Universität Wien. Am 21. Mai 1932 trat er der NSDAP bei (Mitgliedsnummer 1.087.608), allerdings am 1. November wieder aus und dann zum 1. Mai 1933 wieder ein (Mitgliedsnummer 1.609.968).
In den Jahren 1938 bis 1945 war Schütz Direktor der Musikakademie und Präsident der Gesellschaft der Musikfreunde. In dieser Zeit gab er Orgelkonzerte, in denen er meist spätromantische Werke darbot, darunter viele von Max Reger und Franz Schmidt. Für Schütz schrieb Schmidt auch den jeweiligen Orgelpart in seinen Werken Buch mit sieben Siegeln und Deutsche Auferstehung. Ein festliches Lied. Er wurde am Ober Sankt Veiter Friedhof bestattet.
Einer seiner Schüler war der Orgelforscher Egon Krauss.